# 월먼 콤팩트화
일반위상수학에서 월먼 콤팩트화(영어: Wallman compactification)는 임의의 T1 공간을 콤팩트 T1 공간으로 확장하는 방법이다. 대략, 유한 교집합 성질을 만족시키는 닫힌집합들의 집합족의 교집합이 공집합인 경우, 새로운 점을 이 교집합의 원소로 추가해 준다.

## 정의
T1 공간 {\displaystyle X}의 월먼 콤팩트화 {\displaystyle \omega X}는 집합으로서 {\displaystyle X}의 닫힌집합들의 부분 순서 집합 {\displaystyle {\mathcal {C}}(X)}의 극대 필터들의 집합이다. 이 위의 위상은 다음과 같은 기저를 통해 주어진다.
{\displaystyle \{\{{\mathcal {F}}\in \omega X\colon F\not \in {\mathcal {F}}\}\colon F\in {\mathcal {C}}(X)\}}
이 경우, {\displaystyle wX}는 콤팩트 T1 공간이며, 함수
{\displaystyle \iota \colon X\to \omega X}
{\displaystyle \iota \colon x\mapsto \{F\in {\mathcal {C}}(X)\colon x\in F\}}
는 위상수학적 매장이다. 이 함수의 상 {\displaystyle \iota (X)}은 {\displaystyle \omega X}의 조밀 집합이다. 또한, 임의의 콤팩트 하우스도르프 공간 {\displaystyle Y} 및 연속 함수 {\displaystyle f\colon X\to Y}에 대하여, {\displaystyle {\tilde {f}}\circ \iota =f}인 연속 함수 {\displaystyle {\tilde {f}}\colon \omega X\to Y}가 존재한다.
{\displaystyle {\begin{matrix}X&\xrightarrow {f} &Y\\{\scriptstyle \iota }\downarrow &\nearrow {\scriptstyle {\tilde {f}}}\\\omega X\end{matrix}}}

## 성질
T1 공간 {\displaystyle X}에 대하여, 다음 두 조건이 서로 동치이다.
- {\displaystyle \omega X}는 하우스도르프 공간이다.
- {\displaystyle X}는 정규 공간이다.

이에 따라, 정규 T1 공간의 월먼 콤팩트화는 스톤-체흐 콤팩트화와 일치한다.

## 같이 보기
- 격자 (순서론)